# 대전성세재활학교
대전성세재활학교는 대전광역시 유성구 용계동에 있는 사립 특수학교이다. 지체장애 학생을 위한 특수교육기관으로 유치원, 초등학교, 중학교, 고등학교, 전공과를 두고 있다.

## 연혁
- 1967년 6월 2일 : 개교